# Okręg wyborczy Normanton
Okręg wyborczy Normanton położony był w West Yorkshire. Istniał w latach 1885-2010 i wysyłał do brytyjskiej Izby Gmin jednego deputowanego. Od 1905 reprezentowali go wyłącznie deputowani laburzystowscy.

## Deputowani do brytyjskiej Izby Gmin z okręgu Normanton
- 1885–1904: Benjamin Pickard, Liberalni Laburzyści
- 1904–1905: William Parrott, Liberalni Laburzyści
- 1905–1933: Frederick Hall, Partia Pracy
- 1933–1947: Tom Smith, Partia Pracy
- 1947–1950: George Sylvester, Partia Pracy
- 1950–1951: Thomas Brooks, Partia Pracy
- 1951–1983: Albert Roberts, Partia Pracy
- 1983–2005: Bill O’Brien, Partia Pracy
- 2005–2010: Ed Balls, Partia Pracy–Co-operative Party